# Luz Marina Zuluaga
Luz Marina Zuluaga (Pereira, 31 de outubro de 1938 - Manizales, 2 de dezembro de 2015) foi uma rainha da beleza colombiana, eleita Miss Universo 1958, a primeira colombiana a ser coroada Miss Universo.
Nascida em família pobre na cidade de Pereira, no oeste da Colômbia, mudou-se para Manizales, a principal região cafeteira do país, onde cresceu e passou a adolescência. Lá, ganhou seu primeiro concurso de beleza, Miss Caldas, o departamento onde se encontra Manizales, com 18 anos. Na disputa do Miss Colômbia, Luz ficou em segundo lugar, mas acabou assumindo a coroa nacional depois que a vencedora, Doris Gil Santamaria, casou-se e renunciou ao título.
Luz então viajou para Long Beach para representar a Colômbia no Miss Universo, a primeira vez que seu país enviou uma representante ao concurso internacional. Ela já havia sido eleita Rainha do Café em seu país e participado de eventos relativos ao café colombiano em Washington D.C. anteriormente, mas apesar de sua cara de boneca e classe natural, até então não tinha entrado nas considerações de favorita à coroa. Ela tinha apenas 1,61 m e suas medidas de corpo estavam longe das consideradas ideais pelos organizadores.
Na noite de 22 de julho de 1958, no final do concurso no Long Beach Municipal Auditorium, porém, Luz e a Miss Brasil Adalgisa Colombo empataram na contagem geral, as duas com 404 pontos  e a decisão ficou com Vincent Trotta, executivo e diretor artístico da Paramount, o presidente do júri. Trotta declarou mais tarde à imprensa que pessoalmente preferia a Miss Brasil, mas que soube que Adalgisa Colombo não queria ser a coroa – pelos compromissos internacionais inerentes ao título – pois pretendia voltar ao Brasil ao fim do evento e casar-se dentro de algumas semanas. Assim, votou pela Miss Colômbia.
Após o anúncio de sua vitória, setenta e três emissoras de rádio e de televisão na Colômbia interromperam sua programação para dar a notícia. Em seu retorno ao país, saudada por multidões nos aeroportos de Bogotá e Manizales, recebeu de presente uma casa, isenção vitalícia de impostos e teve selos postais criados em sua homenagem.

## Vida posterior
Depois de anos fora dos holofotes da imprensa após coroar sua sucessora em 1959 – e ganhar cerca de US$100 mil dólares entre prêmios e presentes durante seu reinado –  Luz voltou a ser notícia em 1966, quando casou com um médico, numa cerimônia acompanhada por mais de 10 mil pessoas pelas ruas da cidade de Manizales, e foi morar nos Estados Unidos. Voltando anos depois à sua cidade, ela integrou o conselho municipal e tornou-se diretora do instituto estadual de turismo da região.
Ela teve quatro filhos e sua única filha, Andrea Velez, também foi eleita Miss Caldas como a mãe e culpou os meios de comunicação que só a tratavam como "a filha da ex-Miss Universo" pelo fato de não ter vencido o Miss Colômbia 1991. Recolhida à vida privada por muitos anos, fez uma rara aparição pública em 2015, aos 76 anos, quando se deixou fotografar segurando a capa de um jornal colombiano que trazia em manchete a eleição da segunda colombiana a conquistar o título de Miss Universo, Paulina Vega, 56 anos depois dela.